# Kris Torne
Kristine «Kris» Laache Torne (født 1867 i Trondheim (Steinkjer?) ; død 1946 i Firenze) var en norsk maler og tekstilkunstner, datter af Trondheimsbispen Nils Jacob Laache.
I 1894 var hun en af ti kunstnere, der deltog i kunstnerkolonien "Vågåsommeren" i Vågå (Gudbrandsdalen i Innlandet.)
Efter at have malet landskaber og portrætter, hvoraf et ene fik en pris ved Paris-udstillingen i 1900, begyndte hun i 1906 at skabe broderede værker og tæpper baseret på forlæg af ægtemanden Oluf Wold-Torne.
| - Værker af Kris Torne - Kunstneren Ragnhild (Lalla) Hvalstad, 1895 (no) - "Dekorativ tekstil", 1904. Udført af Kris Torne efter forlæg af Oluf Wold-Torne |

| - Kris Torne på foto og malerier af hendes mand og Thorvald Erichsen − efter år - 'Ringerikemalerne' o. 1899 Kris Torne (i sort) og fra venstre Ingeborg Motzfeldt Løchen, Oluf Wold-Torne, Lalla Hvalstad, Gerhard Munthe og Johanna Bugge - Portræt fra 1899 af Kris Tornes mand Oluf Wold-Torne - Kris syr, Crocus på bordet, 1902 - Thorvald Erichsen : Oluf og Kris Wold-Torne, 1904 - Ved klaveret, 1909 - Kris Torne i 1915, malet af Oluf Wold-Torne |